# Amorphophallus gomboczianus
Amorphophallus gomboczianus là một loài thực vật có hoa trong họ Ráy (Araceae). Loài này được Pic.Serm. mô tả khoa học đầu tiên năm 1950.